# マイナスイオン
マイナスイオン（minus ion, negative air ion）は、大気中に存在する負の電荷を帯びた分子の集合体である。主に空気中の過剰電子によりイオン化した大気分子の陰イオンを表す用語である。
大気電気学では、健康問題に関する際に負イオンをこのように呼ぶ。家電メーカー13社はほぼ共通して、空気中の原子や分子が電子を得てマイナスに帯電したものとしている。専門的には通常は空気マイナスイオンと呼ばれる。昭和初期の文献では空気陰イオンとするものもある。大気電気学のイオンは化学とは定義が異なる。

## 概要
20世紀初頭から空気イオンに関する研究は連綿と続いてきた。日本でマイナスイオンという言葉は、20世紀の終わり頃からメディアに頻繁に登場するようになり、1999年から2003年頃が流行のピークであった。日本の流行語となった。十分な裏付けが得られないまま効能を謳うメーカーが数多く現れた結果、批判も起こった。ただし負の大気イオンの論文などの文献は、2002年までに海外に1470文献、日本でも290文献ある。また、厚生省の認可を受けた医療機器が存在する。また空気中の陰イオンは、ゲルディエン式コンデンサ形イオン密度測定器 (Gerdien condenser) などを用い、JIS B9929:2006「空気中のイオン密度測定方法」に基づいて計測される。
マイナスイオンの研究をさらに発展させて、クラスターやOHラジカルやアニオンといった物理学の概念を導入することで、技術の向上を目指し、携帯型空気清浄機やヘアドライヤーなどの分野で、より付加価値の高い製品を生み出す動きも見られる。
懐疑派である工学者の安井至は、マイナスイオンを未科学とし、ドライヤーのサラサラ効果は体験できるが副生成物のオゾン水の効果ではないかとし、集塵効果や、冷蔵庫の鮮度保持でも他の説明ができるのではとの仮説を述べている（その効果を否定してはいない）。安井はどのメーカーも効果の実証データを示していないと指摘しているが、その発言の前年に家電メーカー14社中8社が自社製品の実験データありと回答している。また健康に対しての効果については懐疑している。同じく懐疑している統計物理学者の菊池誠は、健康効果についてニセ科学とし、その根拠を2002年のAP通信によるインタビューに頼っている。安井はトルマリンがマイナスイオンを出すという説をインチキとし、菊池も同じような言説である。両者ともに、マイナスイオンの定義が明確でないと主張しているが、科学的には負の大気イオンだという認識に相違はなく、この現象自体については懐疑していない。

## マイナスイオンの定義

### 大気イオンと国内の空気イオンの生体に対する研究
『大気電気学概論』では、健康問題との混同を避けるために以下のような記述がある。
大気イオン自体は大気電気学分野の科学用語である。負の大気イオンの英名はnegative air ionsである。
国内でマイナスイオン研究の主導的立場にある研究者らや、他の日本人研究者たちは、国内の学会において、負の大気イオンをマイナスイオンと呼んで生体・生物学的影響に関する研究発表を行っている（後述）。『空気マイナスイオン応用事典』では1996年以降の研究論文の題にマイナスイオンという言葉が登場する。
1937年の医学書『内科診療の実際』に「大気イオン療法」の項では、Aeroanionの訳語として「空気陰イオン」と記されている。

### 国内の物理学
『科学大事典第2版』では、大気中の負の電荷を帯びた分子の集合体であるとされている。
国内の物理学分野では、陰イオンの意味で「マイナスイオン」が使われる例があり、例えば独立行政法人理化学研究所の分子動力学研究において「プラスイオン」、「マイナスイオン」という用語が用いられているほか、日本学術振興会総合研究連絡会議透明酸化物光・電子材料第166委員会でも結晶中のナノ構造に関連して「マイナスイオン」が用いられている。
1985年の通商産業省の先端技術の紹介文献において、水溶液中のイオンの状態をあらわす用法としても用いられたことがある。科学技術用語としては負イオンが正しい用法である。

### 家電メーカーの定義
2003年には、家電メーカー13社は「空気中の原子や分子が電子を得てマイナスに帯電したもの」というほぼ共通した定義を回答している。回答した13社（社名は当時）は、松下電器産業、松下電工、三洋電機、三洋エアコンディショナーズ、日立ホーム・アンド・ライフ・ソリューション、富士通ゼネラル、東芝コンシューマーマーケティング、東芝キャリア、三菱電機、シャープ、タイガー魔法瓶、象印マホービンである。

### 使用の実際
学術以外での用法では定義が曖昧で意味が統一されていないという側面がある。
懐疑的立場をとる安井至は、通常の化学でイオンは水溶液中の荷電粒子だが、大気電気学でのイオンの定義とは異なっているため、マイナスイオンを負の空気イオンとし、水溶液中には存在しないという立場をとるとしている。

### 物質は何か
大気中の負の小イオンでは、NO3・(HNO3)m・(H2O)n 、HSO4・(HNO3)m・(H2O)nが代表的である。
コロナ放電によって生成されたマイナスイオンでは、CO4−(H2O)nやO2−(H2O)n と推測されていたが、CO3−(H2O)n 、NO3−(HNO3O)mなど他の物質も候補に上がっている。コロナ放電による生成メカニズムとイオン種の特定については以下も参考となる。
- 関本奏子, 高山光男「大気中コロナ放電によるイオンの生成と発展の研究」『エアロゾル研究』第26巻第3号、日本エアロゾル学会、2011年、203-213頁、doi:10.11203/jar.26.203。

水破砕によって発生するものは、ほとんどが O2−(H2O)n と考えられている。放電プラズマによって生成されたものに関する実測でも、同じくO2-(H2O)nが観測された。これらの生成方式による機器ではオゾンなどは発生しない。
2006年11月には、イオン発生量の測定方法がJIS規格化された。（後述）

## 歴史

### 空気イオン研究の起源
1899年に、ElsterとGeitelはイオンを発見し、分子イオンと命名し、1901年には大気中の電気の伝導性の説明として「気体イオン説」を発表した。1901年にはCzermackはドイツやスイスの熱風「フェーン」のイオンを測定し、プラスイオンが増加しているため、肉体や精神に有害な作用があることを主張した。南風が吹くと空気のプラスイオンが増えるため、人の精神に悪影響を与え犯罪発生率が上がると主張され、スイスではプラスイオン量が増大するフェーン現象は犯罪の実刑が軽くなる情状酌量の証拠として認定されている。1905年には、フィリップ・レナードがレナード効果と呼ばれることになる、水が破砕されることで細かい水しぶきが負に帯電する現象を発見した。
Steffensは1910年に大気中のイオンと同じものを人工的に生成し、病気に応用し空気イオン療法がはじまった。1920年代以降に、日本の木村正一、ドイツのDessauerやソ連のTchijevskyといった研究者が、発展させていくことになる。フランス、チェコスロバキア、アメリカでも展開した。
1930年代には、空気イオンによる療法として、特に日本やドイツで陰イオンと陽イオンが病気にどのような影響を与えるかという研究論文が医学会誌に掲載された。1937年には、西川義方らが医学書『内科診療の実際』の治療法一覧に「大気イオン療法」を記載し、その生理作用や生成装置について記載している。Aeroanionの訳語として「空気陰イオン」と記されている。1938年には、北海道帝国大学医学部で空気イオンの医学的研究をしていた木村正一らが欧米の学者の説と自身の研究をまとめて『空気イオンの理論と実際』として出版し、これには国内外の治療研究の結果がさまざまに紹介されている。『空気イオンの医学的研究』も出版されている。慶応大学医学部の原島進を中心とした研究班のほかに、慈恵医大、日本医大、九州大学医学部でも日本での空気イオンの研究は活発となっていった。
アメリカでは健康機器としてion generating device（イオン発生装置）が1950年代頃に一時流行したことがあった。しかし1960年代初頭には、イオン発生装置や副産物のオゾンに対してアメリカ食品医薬品局 (FDA) が警告を出したことにより、イオン発生装置は健康市場から制限を受けることになった。結果として業者らは、空気清浄機として販売しなければならない状況になった。

### 連綿と続く研究
第二次世界大戦はこうした研究を中断したが、1961年にはアメリカで、第1回国際空気イオン学会が開催された。1960年にはモスクワ空気イオン化中央研究所の所長であったTchijevskyの研究報告書が、ソ連連邦国家計画委員会によって出版されている。コロナ放電式のイオン生成機による研究であった。
1976年には『サイエンス』にも掲載され、殺菌作用と、セロトニン仮説などが述べられた。90年代にいたるまで研究は連綿と続くことになる。
疑似科学の批判者として知られるテレンス・ハインズは、1988年発行の自著の中で以下のようにコメントしている。「（要約）空気イオン (air ions) の人間行動への影響を示す研究がいくつかあるが示された効果は小さく、また被験者により正反対の効果をも示す別の研究結果もあり、さらに全く効果が見られないとする別の研究結果もある。よって実商品の応用に使うには無理だ。つまりこの「効果」を「マイナスイオン生成機」の購入正当化の理由にはできない。」
その18年後、2006年のアメリカ心理学会の発行する心理学の定点観測的な雑誌では、陰イオンによる季節性情動障害の治療研究が紹介されている。
後述の文献にて、研究を総説する2010年代の論文が提示されている。

### 日本での大衆的なマイナスイオンブーム
1990年代後半から、マイナスイオン商品は散発的に販売されていたが、ブームのきっかけは1999年から2002年にかけて、テレビの情報バラエティ番組「発掘!あるある大事典」がマイナスイオンの特集番組を放送したことであった。番組ではマイナスイオンの効能が謳われ、ブームに火がつき、マイナスイオンは2002年の流行語となった。
2002年（平成14年）の家電量販店の店頭は一時マイナスイオン商品で溢れかえる事態となった。次に述べる。

#### 流行の実態
マイナスイオンの健康問題を扱う一般書籍やマイナスイオン商品の広告の中には、科学としてマイナスイオンによる効能を扱うものが見られる。
2003年には、家電メーカー14社中8社が自社製品による実験データありと回答した。マイナスイオン商品の解説や健康本の著述の中には、「マイナスイオンが疲労回復・精神安定を始めとする様々な健康増進効果をもたらす」と主張するものがあるが、これらの効果は客観的に証明されたものではないものが多くある。実証されていなくとも、商品販売とは関係がなければ、書物の記述は医薬品医療機器等法の規制対象外であるためである。
流行が過熱した2002年（平成14年）頃には、流行に便乗して様々な「マイナスイオン商品」が発売された。同年上半期の日本経済新聞社発表のヒット商品番付では、マイナスイオン家電が小結にランクされた。エアコン・冷蔵庫といった大型で高価な家電製品、衣類・タオル・マスクなどの繊維製品、マッサージ器やドライヤーなどの健康機器・美容機器、芳香剤・消臭剤などの日用品、自動車用品、パソコン、パソコン関連製品など多岐にわたっている。また、マイナスイオンを発生させるという触れ込みの商品であっても、実際には単なる置物・装飾品・印刷物であるものも存在した。何かが発生しているように見せかけるため、音や光を出す商品や説明文書を添えた商品も存在した。

### 景表法改正による取締り強化
2003年（平成15年）になると景品表示法が改正され、商品の表示に対しては合理的な根拠が要求されることとなった。
法施行後、大手家電メーカーはマイナスイオン家電のパンフレットから効果効能の記述を削除し、そして販売自体が中止されたマイナスイオン家電も多く出た。2003年（平成15年）、国民生活センターは、マイナスイオンを冠した商品すべてに科学的に健康効果が実証されているわけではないと報告している。
2003年8月には、マイナスイオンブームの旗手であり、マスコミに頻繁に登場していた堀口昇が経営するメーカーが製造するマイナスイオン器具関係が薬事法（現・医薬品医療機器等法）違反で行政処分を受けた。その2カ月後には「電位治療器」として承認を受けたため、健康保険の対象となった。堀口昇の電位治療器のほかには、医療機器のAWGがマイナスイオンを発生させる機器として、1998年に同じく違反した後に許可を得ている。
2004年になると、マイナスイオン関連製品の月別発表件数は最盛期（2002年8月）の1/10以下となった。
後にマイナスイオン製品の効果効能を信じる、あるいは期待する消費者はいるが、効果を実感できなかったという消費者のアンケート結果が公開されたことや、効果の究明が全く不十分と指摘する学識経験者の声が広まり、またメーカーが効果を検証していないことが明らかになるに従い、効果を疑問視する消費者も増えてきた。さらに2006年11月には、東京都は科学的根拠が薄弱なマイナスイオン商品に対して、複数の業者に対し資料提出要求及び景品表示法を守るよう指導を行った（後述）。また2008年2月には、マイナスイオン等による「自動車の燃費向上グッズ」が効果無しとして、業者19社が公正取引委員会によって排除命令を受けた。
青森県の八戸学院大学では、同県に所在する奥入瀬渓流の「マイナスイオン」値を測定し、マップにして配布していたが、一部研究者からの指摘を受け、自主回収することとした。
一部の大手企業は、名称を変えた商品を販売している。

## マイナスイオン商品

### 空気中のイオンの効果を標榜している家電企業
マイナスイオン商品を販売する家電企業
- ツインバード(製品：空気清浄機）2020年4月
- コロナ (製品：窓用エアコン) 2010年4月
- 三洋電機 (製品：ドライヤー[38]) 2007年12月現在
- 東芝 (製品：ドライヤー[39]、除湿機[40]) 2007年12月現在
- 日立製作所 (製品：ドライヤー[41]、掃除機[42]、冷蔵庫[43]、インテリアライト[44]) 2007年12月現在
- テスコム (製品：ドライヤー[45]) 2007年12月現在

参考：空気中にイオンを産生する家電を販売する企業
- パナソニック 「ナノイー（OHラジカル）」(製品：ナノイー発生機、空気清浄機、エアコン、加湿器、洗濯機、ドライヤー、冷蔵庫等) 2009年9月[46]
- シャープ 「プラズマクラスター（プラスのイオンとマイナスのイオン）」(製品：エアコン等) 2010年4月
- 東芝 「ピコイオン」
- 東芝キヤリア 「スゴイオン（マイナスのイオン）」(製品：エアコン) 2010年3月
- 日立アプライアンス 「イオンミスト」(製品：エアコン) 2010年4月
- 富士通ゼネラル 「プラズィオン」(製品：エアコン) 2010年5月
- 三菱電機 「ピュアミスト」(製品：エアコン) 2010年4月
- 三菱重工業 「プラズマ4Dイオン（マイナスのイオン）」密閉容器内のウイルスの抑制(製品：エアコン) 2010年12月

このようにマイナスイオンという言葉を宣伝に用いる企業もあれば、独自の名称を用いる企業もある。
2010年春モデルのエアコンでは、コロナがマイナスイオンを採用しているが、独自の名称のイオンの発生機を搭載しているメーカーが多く、プラスかマイナスかすらカタログに記載していないメーカーもある。

### 業者が主張するマイナスイオンの効能

#### 業者の主張
既出のように、大気中には大気イオンが微量であるが存在している。大気汚染がある場合や、人工空間等では、大気中の帯電粉塵により中和され、大気イオン濃度は小さくなる。これは科学的な記述である。
懐疑派で統計物理学者の菊池誠は2006年に自己のブログでこう述べる。確かに滝の側で爽快感を得ることはあるが、これは飛び散った細かな水滴が気化する時の気化熱による空気の冷却による涼しさ、都会の喧騒から離れたことによる静けさ（滝の音のみ聞こえる）や空気の清浄さ（車の排ガスなどのない）、また木々の緑が目に及ぼす優しさ等、普通に想定される快適要因による説明で十分であり、あえて科学的に実証されていない「マイナスイオン」を原因として持ち出す必要はないのではないか。
1999年の松下の研究はマイナスイオンに暴露するグループと、何もしないグループに分けて、マイナスイオンのあった方は、減算や逆唱の成績が落ち、深呼吸が増すといった有意な差が見られる。別の松下の2000年の研究は二重盲検法によって15人を振り分け就寝時に機器を使用して、3週間後にはマイナスイオンありではNK細胞の有意な減少が確認されている。

#### マイナスイオン商品が標榜する効能
マイナスイオン商品が標榜する効能としては、精神安定・不眠の改善、アレルギーの抑制・血液浄化といった人体に直接作用するものから、空気浄化、脱臭、除菌といった環境に作用するものなどがある。
様々な商品が様々な効能があることを直接・間接に示唆しつつ販売された。
これらの効能は実証されていないものがあり（後述）、2003年の景品表示法の改正以降、研究データを持っていないメーカーはマイナスイオンを宣伝文句としては避けざるをえない。
行政は不実証の効果効能標榜に対し規制取締りを行っている。特に人体への作用と標榜するものに対しては医薬品医療機器等法違反となる。例えば、2007年に東京都はマイナスイオン関連商品に対して「病気の治療を目的として使用することを標ぼうする場合は医療機器に該当」するとし、薬事法（現・医薬品医療機器等法）違反を警告している。またここでいう「問題となる標ぼう」について、「血液をサラサラ」、「心臓病の予防精神安定」、「不眠症の解消」、「体細胞の活性化」等の具体的事例を挙げて説明している。

#### 家電メーカーの研究データ
2003年に、家電メーカー13社から回答を得たところ、「脱臭」「保湿」「静電気の抑制」「集塵」といった費用・技術的に実証しやすいものは各社実験で確認済みであったり、ドライヤーに関しては松下（現パナソニック）が毛髪水分量や髪をしっとり・サラサラにさせるというデータを、日立製作所が髪の水分保持に関するデータを持っていた。

##### シャープによる除菌効果の検証
大手家電メーカーのシャープは除菌効果があるとするイオンを放電する装置を販売している。シャープは、放電により生成した大気イオンに除菌効果があるとし、これを「プラズマクラスター」と名付けてエアコンや冷蔵庫を販売している。開発者による技報によると、除菌効果は放電で同時に発生したオゾンによるものではなく、マイナスイオンとプラスイオンの反応により生成した活性酸素（OHラジカルなど）のタンパク質変性作用がウイルスを不活性するとしている。シャープはマイナスイオンとプラスイオンを放電するプラズマクラスターイオン技術に対して、同社の特許技術である「プラズマクラスター」という登録商標を使用している。
「除菌効果の実空間での実証」が開発者以外の第三者によってなされた科学論文は2007年現在のところ存在しない。同社は、広島大学、大阪市立大学、ハーバード大学、ソウル大学など国内外の複数機関で研究を行い効果を実証しているとしている。なお、有効な特許について「特許発明の技術的範囲」に則った説明が景品表示法違反になった例は、未だに存在しない。
シャープは製造した「プラズマクラスター」を組み込んだ掃除機に関して、空気中に浮遊しているダニの糞や死骸等のアレルギーの原因となる物質を分解、除去すると広告で表示していたが、2012年11月28日、消費者庁が外部の研究機関に依頼して調べた結果、表示された通りの性能が出なかったため、同社に対し不当景品類及び不当表示防止法違反（優良誤認）で再発防止を求める措置命令を出した。

### マイナスイオン発生器

#### 発生器の種類
市場では、マイナスイオンを発生すると称する様々な商品が販売されている。
代表的なものは以下のとおり。
1. コロナ放電方式発生装置
2. 電子放射方式発生装置
3. プラズマを利用した発生装置
4. レナード方式発生装置

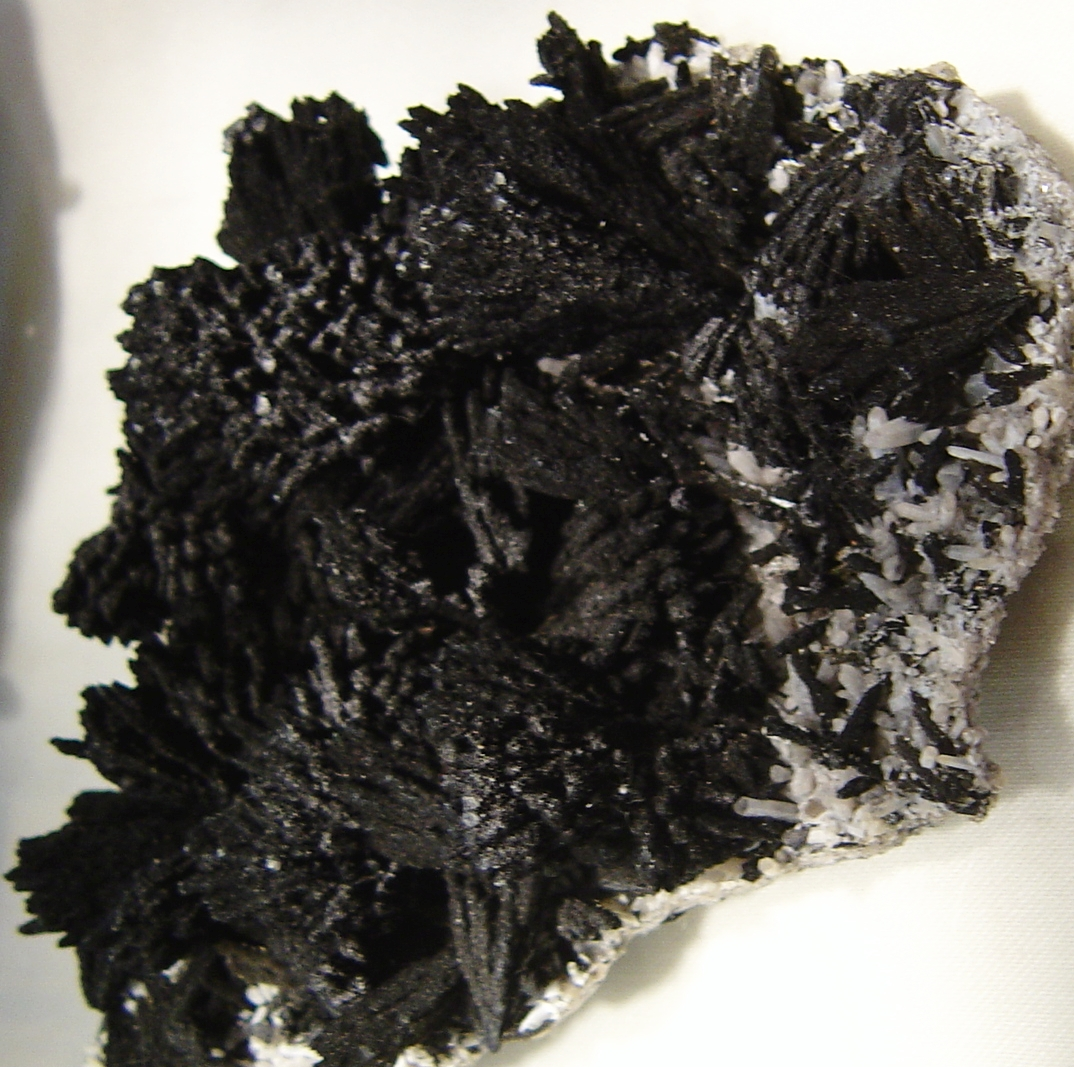
トルマリン原石：「マイナスイオン商品」には宝石素材とはならない低品位原石を粉末にして使用する。

5. 天然鉱石を用いるもの - トルマリン鉱石等
6. 植物の加工品 - 木炭、竹炭
7. その他 - 観葉植物（サンセベリア）等

1 - 3はいずれも放電により大気を電離させる。
4はレナード効果（水滴分裂による帯電）によるものである。この場合、負イオン濃度だけでなく、湿度も増加させる。
5のトルマリンの結晶は、その圧電効果や焦電効果により、衝撃や熱が加えられると大気を電離させて負イオンを発生させる能性がある。しかし、常時、歪みや熱が加えられなければこの状態は続かず、静止状態では負イオンは発生しない。また粉末状のトルマリンでは電離に必要な電圧が出るとは考えられない。そのため、原料のトルマリン粉に放射性同位元素を混入した商品が存在する。この場合は放射性同位元素から放出される電離放射線により大気を電離させて負イオンを発生させる可能性があるが、同時に低線量放射線の健康影響（被曝）が心配される。
7：愛媛大学農学部の仁科弘重教授は、観葉植物とマイナスイオンの濃度の関係について実験を行い、観葉植物の有無、配置によって濃度が変化することを示している。(しかし日本機能性イオン協会は「植物の放出エネルギーによるイオンの生成は考えられない」としている)
イオンブロアーという静電気の発生を制御する装置がある。ドライヤーや洗濯機などは乾燥による静電気の発生を抑制する目的としては理にかなっている。

#### マイナスイオン密度の測定
発生器の性能を示す指標として、マイナスイオン密度（あるいは濃度）が用いられる。これは「マイナスイオン密度測定器」で測定される値であるが、この装置の多くは、大気イオンの濃度測定法を利用している。しかし、この測定器は原理的にさまざまな環境因子（温度・湿度・エアロゾル濃度）の影響を受けるため、信頼できるデータを得るためには、科学的な測定技術と知識が必要である。例えば測定時には湿度が敏感に影響するはずだが湿度の影響をどう取り除いたのかの説明が無いとの意見がある。
すなわち（高湿度である）滝の側や湿気の高い森林の中などでの測定は、測定に影響を及ぼす環境因子をきちんとコントロールしなければ科学的に信頼性のあるデータは得られない。
一部のメーカーは、バークレー大学の作った国際規格である、発生口から1メートル離れた場所で1立方センチあたり10万個以上のマイナスイオンが発生すればイオン発生器という名称が使えるというアメリカでの基準を自主的に採用していた。
このように信頼性に疑問があるイオン測定データが増え続ける可能性が懸念される状況の中、マイナスイオンブームの最中の2002年にマイナスイオン業界の支持の元で設立された特定非営利活動法人日本機能性イオン協会（会長 中江茂 東京理科大名誉教授）が利害関係人として、みずから作成した「空気中のイオン密度測定方法」の原案を提出してJIS制定を申し出た。日本工業標準調査会は提出原案の審議の後、空気中におけるイオン密度の測定方法及びイオン発生器によって生成されるイオン発生量の測定方法として、2006年11月にJIS B9929:2006「空気中のイオン密度測定方法」を制定した。なお、これは測定方法に関する規格なので、「イオン化学種は何か」「イオンが健康に良いかどうか」に関する説明は一切含まれていないことに注意しなければならない。

#### 特許庁等の対応
特許庁は、平成17年度特許出願技術動向調査報告書「多機能空気調和機」において、空気調和機の4つの基盤技術の一つに「オゾンやイオン発生などの電気技術」を挙げ、物質富化機能としてマイナスイオンに関する特許が多いことを指摘している。また、工業所有権情報・研修館は、2004年3月にマイナスイオン発生器の技術動向等を解説した特許流通支援チャート「マイナスイオン発生機」を作成し、マイナスイオン技術の概要、企業等の特許情報等を公開している。この中で、市場への商品投入後に学術研究が追いかけているのが現状であり、「マイナスイオン発生器の効果については、科学的に完全に解明されていない状況の下で社会的に注目されてきたことにも留意する必要がある」ことを指摘している。

#### 東京都生活文化局の対応
東京都生活文化局は、2006年11月、「マイナスイオン商品」に対する注意を喚起し、「マイナスイオンの効果を謳う商品の表示」に関する科学的検証結果を公表した。これによると、景品表示法の観点から、マイナスイオン商品のインターネット表示8件を科学的に検証した結果、マイナスイオン発生量に関する表示には客観的実証が認められず、情報・根拠の表示も不十分であると指摘した。さらに、マイナスイオンの存在自体を否定したり、すべてのマイナスイオン商品の効果・性能を否定するものではないと断った上で、調査対象の8件の商品について、マイナスイオンの効果や性能に関する表示に客観的実証が認められない点を指摘した。対象となった事業者に対して景品表示法の遵守を指導すると共に、通信販売・訪問販売の関係業界に対して客観的事実と根拠に基づく表示の適正化等を要請した。

## 「マイナスイオン」研究の実態
2002年まででも、海外に1470文献、日本でも290文献が示されている。2003年に国民生活センターが実施したアンケートに対して、マイナスイオン推進側の中江茂は「人体への効果との因果関係については、1970年以降400編近い論文が発表されている。ただ、分子レベルのメカニズムが解明されていないが、その大部分は効果ありとする論文であり、客観的には有益であると考える」と述べた。一方、懐疑側の安井至は「無効とする論文も多く、マイナスイオンと人体への効果との因果関係は十分に究明されていない。オゾンや湿度などの効果ではないという検証も不足している上に絶対量があまりにも少ない」と主張している。

### 日本国内のマイナスイオン研究の実情
空気イオンの生理学的研究には、1937年に出版された『内科診療の実際』において、空気陰イオンには鎮静作用が、空気陽イオンには興奮作用があり、血圧、脈拍、呼吸、血糖値、白血球など多くの生理学作用の増減報告がなされている。1930年代にもいくつかの例を示せば、血液酵素アミラーゼが陰イオンにより増強され陽イオンは阻害する、マイナスイオン療法は活性酵素を抑制しモルヒネ受容体と結合するため関節炎・打撲・骨折などの炎症を緩和し機能回復を促進する、陰イオンは特に糖尿病患者の血糖値を抑制するといった1930年代（昭和5年ごろ）の研究論文がある。
マイナスイオンの用語は、『空気マイナスイオン応用事典』の一覧からは日本の1996年以降の文献に見られる。多くの日本人研究者がマイナスイオンの用語にて、生体・生物学的影響に関する研究発表を国内の学会で発表した。
論文検索を用いて、題名に「マイナスイオン」を含み、かつ、生体・生物学的影響に関する国内学会発表を検索すると、少なくとも29学会で計56件の発表を確認できる。筆頭発表者の所属を見ると、大学が37件、その他が19件であった。産学共同の状況では56件中14件が大学と企業との共同研究であった。発表年別集計では、1994年が1件、1995-1999年が8件、2000-2004年に46件と大きく増加したが、2005年以降が1件と激減している。この検索の中に、査読付き原著論文（国内誌）は、過去2件ある。共に、渡部一郎北大助教授（当時）によるものである。
なお、医療書でも論文でもなく単に事典であるが定義で前述の『科学大事典第2版』の「マイナスイオン」の解説では、「人体への好影響が言われているが詳細は不明である」との記述がある。

### 国外論文誌におけるnegative air ions研究
1930年代にはいくつか例をあげれば、軽症の動脈硬化症に対し発作が減り血圧と脈拍が降下する、特に肺結核に対する諸疾患に対して陰イオンが病気に対する抵抗を高める、陰イオンは喘息患者79例中32例が快癒13例が軽癒19例はやや軽快13例は変化なしで陽イオンは疲労感を訴えさせたといった研究論文がある。
負の大気イオン(negative air ions)の生体・生物学的影響に関する論文（主に国外論文誌に掲載）を、生命科学系文献データベースPubMed（MEDLINE）にてキーワードを"negative air ion(s)" OR "negative ion(s)"で検索し、生体・生物学的影響に関する論文のみ抽出すると、1959年から2007年までの48年間で63件（平均1.3件/年）確認できた。論文誌別にみると、International Journal of Biometeorologyが8件、Biofizikaが4件、Natureが3件（活性酸素による殺菌の研究）、その他（Scienceに1件を含む40誌）に掲載されている。著者の国別を見ると、USAが12件、Russiaが9件、Japanが8件、UKとGermanyが各4件、その他であった。これらの論文のうち、効果に否定的な結論を示す論文は63件中4件ある。
2004年のエアロゾル学会の『エアロゾル用語集』には、仮説の実証には今後の更なる検討が必要であると記されている。

### 医学的実証

#### 代替医療の事例
代替医療として臨床現場で使用が試みられている例も存在する。（なお以下の「療法」は医療機関が自主判断で行っているものは、厚生労働省が関知する医療行為ではない）
東京女子医科大学付属青山自然医療研究所クリニックはホメオパシーなどとともに「マイナスイオン療法」を行っている。統合医療を実践する上での問題点や本クリニックの実践内容については、日本補完代替医療学会誌に掲載された論文に詳しく書かれている。なお、「マイナスイオン療法」は他の代替医療と同様、健康保険は利用できない。
向の岡工業高等学校元教諭で玉川大学工学部元講師の青木文昭は著書にて、マイナスイオンを増加させることによって数十例の難病が全体あるいは部分的に快復したと書いている。
ニューウェイズの宣伝本を書いたピート・ビラックは自身の別の著書で、「アメリカのフィラデルフィアのイーストウエスト病院において、マイナスイオン療法により花粉症やぜんそくの63%が全快または部分的な改善を示し、火傷患者の85%に鎮痛剤としてのモルヒネが必要なくなり、138人の外科手術者に対しては57%が痛みをまったく感じないか大幅に減じられた」と主張している。
1998年の研究では、季節性情動障害の158人を振り分け、負の空気イオンは朝の光への暴露と同じ程度の効果があった。2007年の32人でのランダム化比較試験では、光、負の空気イオン共に季節性情動障害に有効であった。2010年の報告では、ランダム化比較試験で73人の季節性情動障害を振り分け、光、負の空気イオン、プラセボで処置し、光では有意に、高濃度負イオンへの暴露では、有意ではないが有効であった。

## ニセ科学もしくは未科学とする主張
マイナスイオンを批判している工学者の安井至は、マイナスイオンを未科学としている。2004年の論文で次のように述べている。定義については、負の大気イオンが正式名称である。実験値が出ていると思えるものにシャープのプラズマクラスターイオンの除菌作用があるが、ほかのメーカーから再現できないと指摘されているとしている。それ以外にもドライヤーは副生成物のオゾンによるオゾン水の効果で説明がつくのではないかなど、脱臭、掃除機などの効果がマイナスイオン以外の原理で説明がつくだろうという検証されていない仮説を述べている。トルマリンについてはインチキとしている。どのメーカーも効果を示すための実証データを示していないと指摘している。（なお2003年の家電メーカー各社からの回答によれば、14社中8社が自社製品の実験データありと回答している）2003年の論文では、ドライヤーのサラサラ効果については、体験上事実であるが、オゾンによるオゾン水の効果ではないかとの仮説を述べている。掃除機や空気清浄機の集塵、冷蔵庫の鮮度保持についてはオゾンや光触媒でも説明できるとの仮説を述べている。二重盲検法の条件を達成することで人体への効能は証明可能となるが、それは匂いのするオゾンの発生などの条件のため難しいと指摘している。
同じくマイナスイオン批判をしている統計物理学者の菊池誠の言説について。2004年の『「ニセ科学」入門』と題する自らサイトで公開する文書にて、マイナスイオンの生成法には、水の粉砕、放電、トルマリンの3種類があり、水粉砕には保湿効果くらいがあり、放電にはオゾンが発生し、トルマリンでは帯電したものは何もないだろうと仮説を述べている。身体への根拠では、現在では省みられない『空気イオンの理論と実際』を参照しているとし、2006年2月23日の追記では、歴史がまだよくわからないし、挙げた書籍もときどき省みられていると追記し見解を変更している。影響はあるがイオン製造器を買う価値はないとし、よく調べれば効果が明らかになると反論されることがあるが、科学的効果がはっきりしないものはニセ科学であると断言している。
その後、菊池は2006年4月18日に自身のブログで、日本大気電気学会が出版した『大気電気学概論』を読んだところ、マイナスイオンは健康によいのかは解決すべき問題だと記載されているため、未科学だとしている。2006年7月28日のブログにて、マイナスイオンが存在するのかといえば、マイナスイオンは身体によいと言うときのマイナスイオンの場合だと、大気イオンや帯電した水クラスターは存在するが、身体によいという根拠がなく、それがトルマリンから出るかどうかについては怪しいとしている。2006年9月の同じく『「ニセ科学」入門』と題する論文では、2002年のAP通信による英語のニュースで、大手家電メーカーの話者がマイナスイオンの効果は知らないと語っていることを根拠として、それを自身の論として追認した。また自身の公開する公開日不明の文書では、『空気イオンの理論と実際』が入手困難なため調査不足であることと、2002年のAP通信のメーカーへのインタビューを根拠に、健康効果は科学的に実証されていないと結論している。
化学者の小波秀雄も、マイナスイオンを「ニセ科学」と表現している。小波は「ニセ科学」が流行してしまった理由のひとつとして、「専門家の言語表現と一般の日常用語の感覚にあるズレ」について言及している。すなわち、専門家は「-は絶対にありえない」という表現は使えないため、「確率的にはきわめて低い」などと表現するが、これを一般の人の受け止め方では「実際に起きるかもしれない」となってしまうという。

## 文献

### 研究論文集
- 日本住宅環境医学会監修、琉子友男編集、佐々木久夫編集『空気マイナスイオン応用事典』人間と歴史社、2002年、ISBN 978-4890071272。書籍情報
- 『ラジカル反応・活性種・プラズマによる脱臭・空気清浄技術とマイナス空気イオンの生体への影響と応用』エヌ・ティー・エス、2002年、ISBN 978-4860430085。書籍情報
- イオン情報センター編集『空気マイナスイオンの科学と応用』イオン情報センター、2004年、ISBN 978-4990181901。書籍情報

### 総説
- “Air ions and mood outcomes: a review and meta-analysis”. BMC Psychiatry 13:  29. (2013). doi:10.1186/1471-244X-13-29. PMC 3598548. PMID 23320516.
- Olimpia Pino, Francesco La Ragione (2013). “There’s Something in the Air: Empirical Evidence for the Effects of Negative Air Ions (NAI) on Psychophysiological State and Performance”. Research in Psychology and Behavioral Sciences 1 (4):  48-53. doi:10.12691/rpbs-1-4-1.
- Alexander DD, Bailey WH, Perez V, Mitchell ME, Su S (2013). “Air ions and respiratory function outcomes: a comprehensive review”. Journal of Negative Results in Biomedicine 12:  14. doi:10.1186/1477-5751-12-14. PMC 3848581. PMID 24016271.
- 渡部一郎「空気中マイナスイオンがヒトへ与える影響の研究の取り組み」『臨床環境医学』11巻2号、63-71頁、2002年。
- 琉子友男「体によいマイナスイオン--マイナスイオン研究の歴史と最近の研究動向」『放射線と産業』第96号、放射線利用振興協会、2002年、71-79頁、NAID 40005508845。 - 他のマイナスイオン(negative air ion)研究者の研究のまとめであり、研究成果の妥当性についての考察を目的としたものではない。
- 西岡将輝「マイナスイオンの測定技術と最近の研究動向」『におい・かおり環境学会誌』34巻6号、241-244頁、2003年。 - 大気イオン測定技術に関するまとめ

### マイナスイオン批判者による書籍
- 安井至「マイナスイオン論争 - 未科学がなぜ大メーカーによって製品化されるのか」『化学』58巻10号、化学同人、18-22頁、2003年。
- 安井至「マイナスイオンとは何か」『理科教室』46巻10号、科学教育研究協議会、8-15頁、2003年。
- 菊池誠「疑似科学の現在」『科学』76巻9号、岩波書店、902-908頁、2006年。
- 小波秀雄「「マイナスイオン」がニセ科学である理由」『化学』62巻4号、化学同人、22-26頁、2007年。
- 小波秀雄「マイナスイオンとはなんだろうか」『RikaTan』1巻5号、文一総合出版、44-46頁、2007年。
- 松永和紀『メディア・バイアス - あやしい健康情報とニセ科学』光文社〈光文社新書〉、2007年、ISBN 978-4-334-03398-9。